# Die besten 7 Bücher für junge Leser
Die besten 7 Bücher für junge Leser ist eine Bestenliste für Kinder und Jugendliteratur.

## Allgemeines
Die Liste Die besten 7 Bücher für junge Leser wird seit Oktober 1994 jeden Monat im Auftrag von Deutschlandfunk und Focus von einer Jury zusammengestellt.
Die Liste enthält Literatur für Kinder und Jugendliche aus den Bereichen Belletristik, Lyrik, Sachbuch und Bilderbuch. In der Sendung „Büchermarkt“ im Deutschlandfunk stellen Ute Wegmann und Hajo Steinert die Bestenliste monatlich vor. Primär richtet sich die Sendung an Erwachsene und gibt eine Inhaltsangabe sowie Analyse der Bücher. Das Buch mit der meisten Zustimmung wird ausführlich vorgestellt und von einer Person der Jury kommentiert, die sich für dieses Buch entschieden hat. Der Focus veröffentlichte diese Liste in seiner Druckausgabe und in seinem Online-Angebot. Die Initiative von Bund und Bundesländern „Lesen in Deutschland“ übernimmt diese Liste als Vorschlagsliste. Einige Verleger nutzen die Liste auch als Werbung.

## Die Jury
Die Jury für die Auswahl der besten 7 Bücher für junge Leser besteht aus 29 qualifizierten Personen aus Deutschland, Österreich und der Schweiz. Die Juroren sind alle im Bereich der Jugendliteratur tätig.
Die Jury besteht unter anderem aus (Stand 2019):
- Claudia Blei-Hoch (wiss. Mitarbeiterin TU Dresden)
- Kathrin Buchmann (Programmleiterin von LesArt – Berliner Zentrum für Kinder- und Jugendliteratur)
- Roswitha Budeus-Budde (verantwortliche Redakteurin der Kinder- und Jugendliteraturseite der Süddeutschen Zeitung)
- Ines Dettmann (Leiterin des Jungen Literaturhaus Köln)
- Ute Dettmar (Goethe-Universität Frankfurt Fachbereich Kinder- und Jugendbuch)
- Jan Drees (DLF-Redakteur Büchermarkt)
- Elisabeth Eggenberger (Schweizerisches Institut für Kinder- und Jugendmedien)
- Robert Elstner (Stadtbibliothek Leipzig)
- Gabriele von Glasenapp (Universität zu Köln)
- Karin Haller (Institut für Jugendliteratur)
- Stefan Hauck (Börsenblatt)
- Stephanie Jentgens (Martin-Luther-Universität Halle-Wittenberg)
- Andre Kagelmann (Universität zu Köln)
- Franz Lettner (Chefredakteur 1000 und 1 Buch)
- Heidi Lexe (Leiterin der STUBE, Wien)
- Sylvia Mucke (Redaktion Eselsohr)
- Christiane Raabe (Direktorin Internationale Jugendbibliothek München)
- Caroline Roeder (Professorin für Literaturwissenschaft/Literaturdidaktik Pädagogische Hochschule Ludwigsburg)
- Michael Schmitt (Journalist, Kulturzeit)
- Ralf Schweikart (Arbeitskreis für Jugendliteratur)
- Tilman Spreckelsen (Redakteur der Frankfurter Allgemeinen Zeitung)
- Susanna Wengeler (Redakteurin Buchmarkt)